# Jocelyn Lane
Jocelyn Lane (Vienna, 16 maggio 1937) è un'attrice ed ex modella britannica.
Divenne nota al grande pubblico per essere stata sorella della modella e attrice inglese Mara Lane e moglie del principe Alfonso di Hohenlohe-Langenburg.

## Biografia

### I primi anni
Nata nel 1937 col nome di Jocelyn Olga Bolton a Vienna da Olga Mironova, pianista di origini russe, e da Briton John Bolton, inglese. Sua sorella era la famosa attrice ed indossatrice inglese Mara Lane (Dorothy Bolton). Educata a New Rochelle, New York, negli Stati Uniti, all'età di 14 anni si spostò in Inghilterra dove iniziò un corso di danza.

### La carriera
Dall'età di 18 anni, Jocelyn iniziò a posare come modella sotto lo pseudonimo di Jackie Lane. Dalla metà degli anni '50 iniziò anche a recitare in una serie di film inglesi, il primo dei quali fu April in Portugal (1955). Venendo spesso confusa con l'omonima attrice Jackie Lane (nota per aver recitato in Doctor Who), Jocelyn si spostò quindi a Hollywood nel 1964, iniziando a recitare col proprio nome per esteso così da evitare futuri equivoci. Venne rimarcata una certa sua somiglianza con l'attrice Brigitte Bardot. Nel 1962 partecipò al film di coproduzione internazionale I tromboni di Fra' Diavolo, recitando tra gli altri a fianco di Raimondo Vianello e di Ugo Tognazzi. Nel settembre 1966 posò per la rivista Playboy.
Nel 1965 recitò a fianco di Elvis Presley in Per un pugno di donne e successivamente ebbe altri ruoli di rilievo in altri film di Hollywood tra cui quello di Cathy ne La donna dei centauri (1969). Fece diverse apparizioni anche in serie televisive americane, ritirandosi definitivamente dalle scene nel 1971 grazie al fruttuoso matrimonio col principe Alfonso di Hohenlohe-Langenburg a Marbella, Spagna, nel febbraio di quello stesso anno.

### Vita privata
Lane diede alla luce una sola figlia, la principessa Arriana Theresa Maria von Hohenlohe, nel 1975. Nel 1984, il suo matrimonio col principe Alfonso, da sempre burrascoso, terminò in un divorzio dal quale ricevette un milione di dollari come compensazione. Ai giornali dichiarò che tale somma "non era adatta ad una principessa".
Attualmente la Lane disegna orecchini in piume sotto la marca "Princess J Feather Collection" in California ed a Londra.

## Filmografia parziale

### Cinema
- La gente gamma (The Gamma People), regia di John Gilling (1956)
- Gli anni pericolosi (These Dangerous Years), regia di Herbert Wilcox (1957)
- Le colline dell'odio (The Angry Hills), regia di Robert Aldrich (1959)
- Super jet 709 (Jet Storm), regia di Cy Endfield (1959)
- Urlatori alla sbarra, regia di Lucio Fulci (1960)
- Il grande truffatore (Mit Himbeergeist geht alles besser), regia di Georg Marischka (1960)
- Robin Hood e i pirati, regia di Giorgio Simonelli (1960)
- Le piace Brahms? (Goodbye Again), regia di Anatole Litvak (1961)
- Operation Snatch, regia di Robert Day (1962)
- Marte, dio della guerra, regia di Marcello Baldi (1962)
- Due più due fa sei (Two and Two Make Six), regia di Freddie Francis (1962)
- I tromboni di Fra Diavolo, regia di Giorgio Simonelli (1962)
- Le sette folgori di Assur, regia di Silvio Amadio (1962)
- La spada di Alì Babà (The Sword of Ali Baba), regia di Virgil W. Vogel (1965)
- Per un pugno di donne (Tickle Me), regia di Norman Taurog (1965)
- Massacro a Phantom Hill (Incident at Phantom Hill), regia di Earl Bellamy (1966)
- Il papavero è anche un fiore (Poppies Are Also Flowers), regia di Terence Young (1966)
- 100 ragazze per un playboy (Bel Ami 2000 oder Wie verführt man einen Playboy?), regia di Michael Pfleghar (1966)
- La donna dei centauri (Hell's Belles), regia di Maury Dexter (1969)
- Bruciatelo vivo! (Land Raiders), regia di Nathan Juran (1969)
- Un proiettile per Pretty Boy (A Bullet for Pretty Boy), regia di Larry Buchanan (1970)

### Televisione
- La legge di Burke (Burke's Law) – serie TV, episodio 3x11 (1965)
- Gli inafferrabili (The Rogues) – serie TV, episodio 1x28 (1965)
- I giorni di Bryan (Run for Your Life) – serie TV, episodio 1x22 (1966)
- Selvaggio west (The Wild Wild West) – serie TV, episodio 2x09 (1966)
- Agenzia U.N.C.L.E. (The Girl from U.N.C.L.E.) – serie TV, episodio 1x04 (1966)

## Doppiatrici italiane
- Maria Pia Di Meo in Robin Hood e i pirati, Le piace Brahms?
- Rita Savagnone in I tromboni di Fra' Diavolo
- Fiorella Betti in Per un pugno di donne
- Flaminia Jandolo in 100 ragazze per un playboy